# Rubinacci
Rubinacci er et italiensk luksus tøjfirma, der blev grundlagt i Napoli, Italien i 1932 af Gennaro Rubinacci under navnet London House. Ideen var et skabe ustrukturerede herrejakker uden for, der kunne bruges i fritiden. Blandt de tidlige kunder var filmskaberen Vittorio De Sica og journalisten Curzio Malaparte.

## Historie
Rubinaccis historie begyndte med kunstsamleren Gennaro Rubinaccis egen skrædderimperie; han åbnede London House, på 25 Via Filangieri i Napoli. I 1961 overtog Gennaros søn, Mariano, firmaet. I 1963 skiftede de navnet til Rubinacci, mens initialerne i det oprindelige navn er bibeholdt i logoet. I 1989 blev der åbnet en afdeling i Milano, og i 2005 åbnede en afdeling i London, Storbritannien.
I 2018 var, Luca Rubinacci, Gennaros barnebarn, kreativ direktør for Rubinacci og ansvarlig for at lancere firmaets ready-to-wear-linje. Han bliver betragtet som en stilfuld herre.

## Udstillinger
Mariano Rubinacci etablerede et museum med napolitansk skrædderkunst i Napoli, der indeholder tøj far 1930'erne, og det har ved flere lejligheder udlånt genstande til Fashion Institute of Technology i New York City og Victoria and Albert Museum i London i 2014.